# 艾哈迈德·朱吉利
艾哈迈德·朱吉利（1984年10月10日—）是一名叙利亚举重运动员，身高1.75米。2008年他参加北京奥运会男子举重105公斤级比赛，以386公斤的成绩获得第十二名。2010年参加广州亚运会男子105公斤级举重项目，因抓举三次失败未完成比赛。